# Университет Томаса Джефферсона
Университет Томаса Джефферсона (англ. Thomas Jefferson University) — частный медицинский университет и научно-исследовательский центр, расположенный в бизнес-районе города Филадельфия, штат Пенсильвания в США. Назван в честь американского выдающегося политического деятеля Томаса Джефферсона. 
Университет состоит из 6 высших школ: медицинский колледж Сидни Киммела, биомедицинский колледж Джефферсона, медицинская школа Джефферсона, школа Джефферсона медицинских сестёр, фармацевтическая школа Джефферсона и школа Джефферсона здоровья населения. В 2015 году медицинский колледж Сидни Киммела занял 63 место среди научно-исследовательских институтов и 62 место среди школ оказания первичной медицинской помощи по версии U.S. News & World Report.       
Университет был основан в 1824 году как Медицинский колледж Джефферсона при колледже Джефферсона в Канонсбурге (с 1865 года колледж Джефферсона и Вашингтона). Он стал независимым колледжем в 1838 году. В 1877 году при нём открылась больница. Настоящее название университет носит от 1 июля 1969 года. 17 июня 2014 года продюсер и филантроп Сидни Киммел пожертвовал 110 миллионов долларов медицинскому колледжу университета, который затем переименовали в его честь.